# Loxotephria taiwana
Loxotephria taiwana är en fjärilsart som beskrevs av Alfred Ernest Wileman 1915. Loxotephria taiwana ingår i släktet Loxotephria och familjen mätare. Inga underarter finns listade i Catalogue of Life.